# Перекрёсток (телесериал, 1996)
«Перекрёсток» — казахстанский телесериал, выходивший на телеканале «Хабар» c 7 января 1996 по 23 сентября 2000 года. Во время производства казахстанско-британской продюсерской командой на частные средства была снято 465 серий по 25 минут.
Является первым телесериалом страны.

## Сюжет
Семейная сага о простых жителях Алма-Аты в сложный период 1990-х годов. Семейные истории перекликаются с историей страны. Скромный быт вчерашних бюджетников и роскошные апартаменты новых русских и казахов.

## Производство
После распада СССР в Казахстане не было ни техники, ни технологий, ни специалистов для съёмок телесериалов. Так, киностудия «Казахфильм» находилась в разрухе, не было даже отопления. В 1990-х годах в Великобритании была запущена программа поддержки и адаптации стран бывшего СССР. В рамках этой инициативы британский государственный фонд Know-how выбрал кинокомпанию Portobello pictures (также известна как Portobello media), которая получила один миллион долларов США на создание телесериала. Одним из продюсеров проекта стала директор компании Portobello Катя Краусова. Во время старта производства специалисты британского телеканала BBC и компании Portobello media обучали казахстанских коллег технологии многокамерной съёмки на протяжении года, а первые 13 серий местные специалисты сняли под контролем британских коллег. Позже телевизионное производственное объединение агентства «Хабар» вело производство сериала самостоятельно.
В 1995 году, во время подковки сериала, в моде были мыльные оперы — американские «Династия» (1981—1989), «Даллас» (1978—1991) и «Санта-Барбара» (1984—1993), а также латиноамериканские проекты. Что и определило выбор жанра для «Перекрёстка». Изначально, проект планировался всего на 20 серий, а в итоге пережил 465. В проект были приглашены опытные театральные актёры. А в производстве находилось сразу по 8 серий и в стадии написания сюжета ещё по 8. Все без исключения создатели сериала (актёры и члены съёмочной группы) — работали в бешеном ритме, что позволяло бесперебойно выдавать новые серии. Сериал стал пионером продакт-плейсмента в Казахстане, и в последние два года производства приносил хороший доход от рекламы. Однако, отмечалось, что проект ушёл в коммерческую основу. После возмущений актёров, что они не играют, а рекламируют спонсоров — рекламы стало меньше. Также «Перекрёсток» использовался как агитационный инструмент, в одном из эпизодов Бикен Римова (в роли Гульбиби-апа Умаровой) радуется пенсионной реформе 1997—1998 годов, что вызвало обсуждение среди зрителей.
«Перекрёсток» стал последней киноработой для актёров Саги Ашимова (в роли Тимура Сабирова) и Бикен Римовой (в роли Гульбиби-апа Умаровой), скончавшихся соответственно в октябре 1999 года и январе 2000 года. В результате их персонажи были выведены из сюжета.
23 сентября 2000 года вышла заключительная серия проекта. Создатели «Перекрёстка» объяснили закрытие проекта подготовкой к эфиру нового телесериала — «Саранча» (2001—2003), а «потянуть» одновременно два сериала не представилось возможным по многим причинам, прежде всего — финансовой. По другой версии истинной причиной завершения сериала стал раскол между режиссёрско-сценарной группой и продюсерами проекта. По мнению же оператора обоих проектов Юрия Пака Рахату Алиеву, на тот момент зампредседателя Комитета национальной безопасности Казахстана, захотелось пропиарить своё ведомство, и так появилась «Саранча», сюжет которой начинается с внедрения сотрудника КНБ в органы полиции.

## Создатели

### В ролях
| Семья Умаровых - Бикен Римова — Гульбиби-апа, бабушка семьи - Касым Жакибаев — Аплатон-ата, дедушка семьи - Бахытжан Альпеисов — Шерхан, старший сын семьи, принявший Ислам - Адиль Есенбулатов / Бауржан Ельденбаев — Кайрат, младший сын семьи - Венера Нигматулина — Мадина, дочь семьи / Зарема Смаилова - Ирина Ажмухамедова — Камила, дочь семьи - Шынар Дюсенбенова — Дарига Ахметова, невеста Кайрата - Газиза Абдинабиева — тётя Роза, соседка семьи Семья Сабировых - Саги Ашимов — Тимур, бизнесмен-мафиози - Жанна Куанышева — Жанна, жена Тимура - Даурен Нургалиев / Танирберген Бердонгаров — Арман, сын Тимура от первой жены - Эльдар Садыков — Балтабай, племянник Тимура - Фарида Жантелова (серии 185—188) / Акбопе Мурсалимова (со 189-й серии) — Айжан, невеста Балтабая Семья Свиридовых и обитатели их гостиницы - Григорий Эпштейн (Ефимов) — Игорь, хозяин гостиницы «Шёлковый путь» - Галина Ефимова — Светлана, жена Игоря, хозяйка гостиницы - Ирина Лещенко — Маришка (Марина), дочь Игоря и Светланы | Семья Платоновых и персоналии их клиники - Анатолий Креженчуков — Андрей, хирург, хозяин клиники Платоновых - Нина Жмеренецкая — Валентина, психолог, жена Андрея, хозяйка клиники - Алексей Шемес — Глеб, сын Андрея и Валентина, хозяин кафе «Асаба» - Светлана Ступакова — Люся, авантюристка, бывшая жена Глеба - Юрий Капустин — Георгий, брат Андрея, авантюрист и махинатор - Ирина Капустина — Кэт Большакофф, жена Георгия из США - Михаил Беляков — Майкл, сын Кэт и Георгия из США (со 147-й серии) - Анастасия Тёмкина — Джейн, невеста Майкла из США - Владимир Толоконников — Паша, техник и водитель скорой клиники - Дмитрий Скирта — Никита Поляков, молодой хирург клиники Платоновых (с 308-й серии) Работники милиции (полиции) и связанные - Евгений Жуманов — следователь Шамиль Байжанов - Гульнара Дусматова — Гаухар Султанова, адвокат, жена Шамиля (с 65-й серии) - Бахтияр Кожа — Сапар, следователь милиции, «оборотень в погонах» (со 187-й серии) Прочие - Пулат Маликов — Ермек Галиев - Жан Байжанбаев — Аскар, хозяин киоска (серии 1—300) - Райхан Айткожанова — Куралай Сыздыкова, тётя Дариги Сыздыковой - Гани Кулжанов — Джохангир (Джоха), подручный Тимура Сабирова и он же Галым Ахметов, брат Дариги - Ирина Лебсак — Лаура, возлюбленная Джохи (с 410-й серии) - Багдад Мустафин — руководитель милиции / Булат Смаилов, муж Заремы, поклонник Мадины - Эрке Джумакматова — Динара, интриганка, «подруга» Дариги Ахметовой |

| Другие роли | |
| --- | --- |
| \| - Анна Герман — Лидия Галиева, жена Ермека - Олег Ли — Юрий Пак, бизнесмен, друг Умаровых и отца Жанны - Шынар Нусупова — Дарига Сыздыкова, приезжая студентка - Куляш Сарсенбаева — Айгуль, мать семьи Умаровых - Батырбек Тайжанов — Айдарик, племянник тёти Розы (соседки Умаровых) - Тимур Макажанов — Талап, сутенёр, подельник Тимура - Катя Канцерова — Полина Платонова, дочь Андрея и Валентины - Николай Потапушкин / Егор Королёв — Эрик Платонов, сын Глеба и Люси - Елена Тренина (Шпак) — Евдокия, работница кафе Глеба - Елена Гордеева — Оля, инструктор тренажёрного зала гостиницы Свиридовых - Акыш Омар — Габит - Наталья Долматова — Надя, жена Паши - Линда Нигматулина — Дана, подруга Маришки, племянница Аскара \| - Сергей Энголи — следователь, помощник Шамиля - Арман Асенов — милиционер - Олег Бирючёв — Максим Медведев, постоялец гостиницы Свирдовых из Москвы - Кульбану (Гульбану) Ашимова — Шолпан, мать авантюристки Динары - Бану Балтабаева (Бона Балтабекова) — Айга, похитительница Мадины - Аяна Абдул — Динара, дочь Булата Смаилова - Толеубек Аралбай — подельник Георгия - Сергей Уфимцев — грабитель, позже чёрный маклер - Алма Рулас — медсестра - Ерик Жолжаксынов — Амантай - Виталий Гришко — Пётр, врач, коллега Андрея (серия 22 и другие) - Игорь Личадеев — доктор, спасший Аскара (серия 183) - Сакен (Сатыбалды) Нарымбетов — покупатель - Фархат Абдраимов — пожарный инспектор (серия 5) - Аружан Саин — звезда, рекламирующая «булку Роза» - Толкын Забирова — эпизод \| | |
| - Анна Герман — Лидия Галиева, жена Ермека - Олег Ли — Юрий Пак, бизнесмен, друг Умаровых и отца Жанны - Шынар Нусупова — Дарига Сыздыкова, приезжая студентка - Куляш Сарсенбаева — Айгуль, мать семьи Умаровых - Батырбек Тайжанов — Айдарик, племянник тёти Розы (соседки Умаровых) - Тимур Макажанов — Талап, сутенёр, подельник Тимура - Катя Канцерова — Полина Платонова, дочь Андрея и Валентины - Николай Потапушкин / Егор Королёв — Эрик Платонов, сын Глеба и Люси - Елена Тренина (Шпак) — Евдокия, работница кафе Глеба - Елена Гордеева — Оля, инструктор тренажёрного зала гостиницы Свиридовых - Акыш Омар — Габит - Наталья Долматова — Надя, жена Паши - Линда Нигматулина — Дана, подруга Маришки, племянница Аскара | - Сергей Энголи — следователь, помощник Шамиля - Арман Асенов — милиционер - Олег Бирючёв — Максим Медведев, постоялец гостиницы Свирдовых из Москвы - Кульбану (Гульбану) Ашимова — Шолпан, мать авантюристки Динары - Бану Балтабаева (Бона Балтабекова) — Айга, похитительница Мадины - Аяна Абдул — Динара, дочь Булата Смаилова - Толеубек Аралбай — подельник Георгия - Сергей Уфимцев — грабитель, позже чёрный маклер - Алма Рулас — медсестра - Ерик Жолжаксынов — Амантай - Виталий Гришко — Пётр, врач, коллега Андрея (серия 22 и другие) - Игорь Личадеев — доктор, спасший Аскара (серия 183) - Сакен (Сатыбалды) Нарымбетов — покупатель - Фархат Абдраимов — пожарный инспектор (серия 5) - Аружан Саин — звезда, рекламирующая «булку Роза» - Толкын Забирова — эпизод |

### Съёмочная группа
- Продюсеры — Великобритания: Катя Краусова, Колин МакКиоун; Казахстан: Абай Карпыков, Александр Шухов и Ермек Шинарбаев[2][15]
- Режиссёры — Айбарша Божеева, Андрея Мармонтов, Владимир Тюлькин, Ермек Шинарбаев, Багдад Мустафин и другие
- Сценаристы — Лейла Ахинжанова (также арт-директор), Елена Гордеева, Зауреш Ергалиева, Люция Иржанова, Михаил Беляков, Дэбби Кук, Тони Джордан и другие
- Главный редактор — Адольф Арцишевский (серии 1—25)
- Операторы — Юрий Пак, Марат Тохтабакиев, Сергей Захаров
- Художники-постановщики — Гали Мырзашев, Александр Ророкин, Умирзак Шманов, Флер Уитлок

## Саундтрек
Саундтреком телесериала со 170-й серии в 1997 году стала песня «В солнечном городе» («Перекрёсток») алма-атинской группы «Овощи-фрукты».

## Приём и критика

### Приём
Сериал демонстрировался по выходным в самый прайм-тайм, а его рейтинг на казахстанском телевидении достигал 14 баллов, уступая только выпускам новостей (16 баллов). Для сравнения, в 2020-х годах рейтинг проекта считается высоким, если набирает 2—3 балла. Проведённое в период трансляции «Перекрёстка» социологическое исследование показало, что 70 процентов респондентов считают сериал приемлемым, и лишь 30 процентов — равнодушны к нему. Проект даже увеличил число зрителей алма-алматинских театров, желавших вживую посмотреть на актёров «Перекрёстка» и следующего телесериала «Саранча» (2001—2003), а самих актёров стали приглашать в другие картины и очень часто — сниматься в рекламе. В целом, «Перекрёсток» многим из своих создателей дал путёвку в профессиональную жизнь.
По состоянию на 2022 год телесериал имел высокие оценки на ряде кинопорталов — 7,5 баллов на международной платформе IMDb, по 7,1 и 7,6 баллов на российских порталах «Кинопоиск» и «Кино Mail» соответственно. Согласно рейтингу «Кинопоиска», сериал занимает девятое место из десяти среди казахстанских телесериалов, а по версии «Кино Mail» — третье место среди казахстанских фильмов и сериалов. Оценки на IMDb и «Кинопоиске» поставили сериал на шестое место из десяти в списке казахстанским сериалов с высоким рейтингом на кинопорталах по версии российской газеты «Комсомольская правда».
По оценкам, за время трансляции телесериал посмотрели 60 млн зрителей. Так, при показе на межгосударственном телеканале «Мир» его посмотрело 30 млн домохозяйств в разных республиках СНГ. В 2010 году газета «Караван» назвала телесериал самым успешным в истории казахстанского телевидения, а по мнению американской газеты The Baltimore Sun сериал стал самой популярной мыльной оперой всей Центральной Азии.

#### Награды
- 1998 год — на первом Евразийском телефоруме (также известном как Межгосударственный телефорум стран СНГ «Содружество») «Перекрёсток» стал лучшим телесериалом[15][21], а его сценарист Лейла Ахинжанова победила в номинации «Автор (режиссёр) игрового фильма, телесериала»[8][22][a];
- 2000 — в рамках первого конкурса «Выбор года № 1 в Казахстане» Евгений Жуманов (в роли следователя Шамиля Байжанова) и Гульнара Дусматова (в роли юриста Гаухар Султановой) были удостоены премии «Алтын адам» как актёр и актриса года соответственно[23];
- 2023 — в рамках национальной премии телесериалов Казахстана Nauryz awards «Перекрёсток» получил специальную премию как первый сериал страны[24][25].

### Критика
Журналист Сьюзан Миллиган в своей статье 1996 года для одной наиболее влиятельных газет США The Baltimore Sun отметила: «„Перекрёсток“ можно считать аналогом американской мыльной оперы „Направляющий свет“ („Путеводный свет“, 1952—2009), но с политическим подтекстом. В нём показаны смешанные браки казахов и русских. Сюжеты сериала призваны помочь жителям бывшей советской республики справиться со стрессом от приватизации. В целом, „Перекрёсток“ выступил одновременно инструкцией и отражением своего времени. Отдельные герои (Ермек и Лидия Галиевы) выживают на нестабильные доходы, другие — начинающие бизнесмены, лишь осваивают азы торговли, экономики и банковского дела».
Журналист Гульмира Арбабаева в своей статье 2000 года для казахстанской газеты «Панорама» указала: «Для журналистов, многих критиков и простых зрителей „Перекрёсток“ стал постоянным объектом для обсуждений. Кто-то считает персонажей оторванными от казахстанской действительности. Другие, напротив, отметили, что сценаристы переусердствовали в погоне за „всамделишной“ жизнью. По мнению же самих создателей, проект лишь пытался помочь телезрителям адаптироваться и не потеряться в реалиях сегодняшнего дня».
Главный редактор первых 25 серий сериала Адольф Арцишевский в 2014 году дал критическую рецензию на него, указав: «„Перекрёсток“ — это была лишь попытка освоить жанр и производство мыльных опер. А его высокие рейтинги объясняются тем, что это был единственный сериал, основанный на местных реалиях, да и смотреть тогда особо было нечего».
Кинокритики Карим Кадырбаев и Василий Корецкий в своей статье 2023 года об истории казахстанского кино для портала «Кинопоиск», назвали «Перекрёсток» всенародно любимой мыльной оперой и главным достижением казахстанского ТВ до выхода веб-сериалов 2020-х годов, таких как «Шекер», «Сержан Братан» и «5:32».
Казахстанский журналист и историк Константин Козлов в своей статье 2024 года отметил: «„Перекресток“ — его ругали, хвалили, им восхищались, отзывались пренебрежительно, горячо спорили — но смотрели практически все казахстанцы. Семейная сага о простых алма-атинцах в сложный период лихих девяностых годов попала, что называется, в нерв времени. Многие люди соотносили себя с героями мыльной оперы».

## Наследие
Во время производства сериала в 1996—2000 годах его съёмочная группа сняла ещё два игровых телефильма. Также 27 июля 1997 года вышел документальный фильм East of Eastenders («Восточнее Ист-Энда») производства BBC, рассказывающий как британские специалисты прилетели в Алма-Ату и работали с казахстанскими коллегами на съёмках «Перекрёстка».
Телесериал регулярно включается казахстанскими СМИ, такими как телеканалы «НТК» и «Алматы», порталом Infrormburo, газетами «Караван» и «Вечерний Алматы» — в различные обзоры ключевых событий эпохи независимого Казахстана как одно из важных событий 1996 года. В cвоём репортаже 2017 года казахстанский аналитический журнал «Власть» отметил: «успех „Перекрёстка“ до сих пор не смог повторить ни один отечественный сериал». Даже спустя более чем 20 лет после выхода, телесериал неоднократно включался в различные почётные списки (список самых популярных сериалов и подобные) казахстанских медиапорталах и изданий, таких как агентство «Казинформ», Tengrinews.kz, казахстанская версия журнала Harper’s Bazaar и других. А спустя 23 года после завершения сериал получил спецпремию Nayryz awards.
Благодаря производству телесериала, Казахстан, не только сохранил кадровый потенциал телевидения страны, но и обрёл базу для создания целой индустрии сериального производства. Однако, данные возможности вылились лишь в создание последующего телесериала «Саранча».
Константин Козлов в своей статье 2024 года отметил, что поколение возрастом старше 30 лет помнит первую казахстанскую мыльную оперу. Телесериал стал настоящим феноменом Алма-Аты девяностых годов. После закрытия «Перекрёстка» телеканал «Хабар» запустил детективный телесериал «Саранча» (2001—2003). Сериал был более сложнопостановочный, с больши́м бюджетом, но снискать народной любви подобной к «Перекрёстку» не смог. В 2010—2012 годах вышел телесериал «Жаным» агентства «Хабар» в жанре ситком и любовная мелодрама, явно нацеленный повторить успех «Перекрёстка», и в первом сезоне ему это удавалась, но уже после второго сезона проект был закрыт. В 2014 году вышел телесериал «Перекрёсток в Астане», не имеющий ничего общего с оригиналом. Хотя, изначально работа заявлялась как продолжение «Перекрёстка» с теми же артистами в новом городе — Астане. Публика и привлечённые актёры выглядели обманутыми из-за такого способа продвижения вышедшего телесериала.
Неоднократно сообщалось о разработке прямого продолжения телесериала, в том числе в виде полнометражного фильма. Однако, на сегодня данные идеи остаются нереализованными. С 10 февраля 2025 года на телеканале «Хабар», а также в интернете, началась повторная трансляция телесериала в улучшенном качестве.